# Писаревська Марта
Марта Писаревська (1799—1874) — перша і найстарша з другорядних українських письменниць ХІХ ст. Творів поетеси збереглося зовсім мало.

## Життєпис
Заміж вийшла за українського письменника, харківського протоєрея, о. Степана Писаревського, автора опери «Купала на Йвана» і пісні «Де ти бродиш, моя доле», що стала народною. Писав під ім'ям Стецько Шереперя, помер 1839 року; його брат Петро, помер 1841, також написав поему «Стецько». Марта Писаревська за життя надрукувала один тільки вірш «Петраркина пісня» (переспів із Петрарки — «Сніп», 1841), хоч написала значно більше.
Її спадщина зберігалася довгий час у місті Вовчій (Вовчанськ) на Харківщині в онуки поетеси, доля її натепер невідома.